# R.S.V.P.
Az R.S.V.P. című dal az ausztrál Jason Donovan 1991. május 6.-án megjelent kislemeze, mely először a Greatest Hits című válogatás albumon kapott helyet, előtte albumra nem került fel. A dalcím egy francia kifejezés: " Répondez S'il Vous Plaît" (kérem válaszoljon).[forrás?] A kislemezből az Egyesült Királyságban 54.000 példányszám talált gazdára, és több slágerlistára is felkerült. Az ír kislemezlistán a 8. helyet sikerült megszereznie, azonban a szigetországban csupán a 17. helyezett volt.

## Megjelenések
12"  Németország PWL Records – PWLT80
- A	R.S.V.P.	7:09
- B1	When I Get You Alone	3:12
- B2	R.S.V.P.	3:10

## Slágerlista
| Slágerlista (1991)                               | Legjobb helyezések |
| ------------------------------------------------ | ------------------ |
| Ausztrália (ARIA)                                | 97                 |
| Németország (Official German Charts)             | 66                 |
| Belgium (Ultratop 50 Flanders)                   | 22                 |
| Hollandia (Dutch Top 100)                        | 43                 |
| Írország (IRMA)                                  | 8                  |
| Egyesült Királyság (The Official Charts Company) | 17                 |